# Gante-Wevelgem 2001
La Gante-Wevelgem 2001 fue la 63.ª edición de la carrera ciclista Gante-Wevelgem y se disputó el 11 de abril de 2001 sobre una distancia de 215 km.
El vencedor fue el George Hincapie (US Postal), que se impuso en un esprint protagonizado por cinco ciclistas que llegaron destacados a meta. Esta fue la primera victoria de un ciclista estadounidense en esta clásica. El holandés Léon van Bon (Mercury-Viatel) y el alemán Steffen Wesemann (Team Deutsche Telekom), completaron el podio. 

## Clasificación final
| Posición | Ciclista          | Equipo                       | Tiempo     |
| -------- | ----------------- | ---------------------------- | ---------- |
| 1        | George Hincapie   | US Postal                    | 5h 00' 50" |
| 2        | Léon van Bon      | Mercury-Viatel               | m. t.      |
| 3        | Steffen Wesemann  | Team Deutsche Telekom        | m. t.      |
| 4        | Arvis Piziks      | CSC-Tiscali                  | m. t.      |
| 5        | Nico Mattan       | Cofidis                      | m. t.      |
| 6        | Nico Eeckhout     | Lotto-Adecco                 | + 41"      |
| 7        | Chris Peers       | Cofidis                      | + 41"      |
| 8        | Daniele Nardello  | Mapei-Quick Step             | + 1' 00"   |
| 9        | Erik Zabel        | Team Deutsche Telekom        | + 1' 16"   |
| 10       | Gabriele Balducci | Tacconi Sport-Vini Caldirola | + 1' 16"   |